# Affaire des films de la FNAC
L'affaire des films de la FNAC est une affaire pédocriminelle française jugée devant la 15e chambre correctionnelle du tribunal de Paris le 30 mars 1979.

## Faits
L'affaire concerne le jugement de Gérard Roussel, âgé de 31 ans, arrêté en septembre 1977 à la Fnac, où il venait retirer des films mettant en scène une fillette. L'employé de la FNAC alerte la police, qui trouve au domicile du suspect les documents qui lui permettent de retrouver les jeunes filles qu'il sera accusé d'avoir violées.

## Pétition dansLibérationdu23 mars 1979
Le 23 mars 1979, une lettre est publiée dans le « Courrier des lecteurs » du journal Libération, en soutien au suspect et accusant la « morale d'État » : « Ce que vise l'ordre moral, c'est le maintien de la soumission des enfants-mineur(e)s au pouvoir adulte. » Le texte est signé par 63 personnes, dont,,, : 
- Simone Iff
- Serge Livrozet
- Jean-Louis Bory
- Daniel Guérin
- Alain Moreau
- Gabriel Matzneff
- Bertrand Boulin
- Tony Duvert
- François Béranger
- Catherine Ribeiro
- Lionel Soukaz
- Catherine Baker
- Jean-Luc Bennahmias
- Yves Riesel
- Georges Moustaki
- Christiane Rochefort
- Luc Rosenzweig
- Jean-Michel Carré
- Michel Lobrot
- Michel Mardore
- Jacques Ardoino
- Louis Dalmas
- Catherine Millet
- Guy Hocquenghem
- René Schérer
- Claude Sigala
- Pascal Bruckner
- Pierre Hahn
- Georges Lapassade
- Paul Vecchiali
- Dominique Noguez

Le texte dit aussi que « donner de l'amour à un enfant et en recevoir de lui par une présence, de la tendresse, des caresses, est un délit, voire un crime. On sait aussi que deux mineurs, qui font l'amour ensemble, se détournent l'un l'autre aux termes de la loi. Le caractère anachronique de cette législation est renforcé par le fait qu'une jeune fille de moins de quinze ans peut se procurer une contraception, sans l'autorisation de quiconque ».

## Procès
Le suspect est inculpé d'attentat à la pudeur sur des enfants. Les juges décident de « correctionnaliser » l'affaire en transformant les accusations d'« attentats à la pudeur commis sans violence contre des enfants de moins de quinze ans » en « violences et voies de fait commises contre des enfants de moins de quinze ans », ce qui réduit les délais et la peine maximale de 10 ans de réclusion à 5 ans d'emprisonnement. 
Gérard Roussel comparaît le 30 mars 1979, finalement accusé d'avoir violé des fillettes de 6 à 12 ans. Le suspect ne conteste pas les faits mais rejette toute accusation de violence et nie qu'il y ait eu « pénétration réelle ».